# Reaktor chemiczny
Reaktor chemiczny – zbiornik lub urządzenie do prowadzenia reakcji chemicznych, w których mogą brać udział gazy, ciecze i ciała stałe. Reaktor chemiczny jest wykonany z tworzywa odpornego na korozję.
Istnieje duża różnorodność rozwiązań konstrukcyjnych reaktorów chemicznych, co wynika przede wszystkim z wielkiej różnorodności procesów chemicznych.

## Podział reaktorów
Ze względu na konstrukcję
- zbiornikowe – reaktory w formie zbiornika, najczęściej z mieszadłem
- rurowe – reaktory w formie pojedynczego przewodu hydraulicznego; reaktory rurowe o konstrukcji pionowej często zwie się reaktorami wieżowymi lub kolumnami
- wielorurowe – zbudowane są w formie pęku przewodów
- specjalne – o innej, specyficznej konstrukcji, np. reaktory w formie płyty po której spływa film cieczy, stosowane do procesów fotokatalitycznych

Ze względu na fazy
- homogeniczne – występuje jednorodna faza płynna
- heterogeniczne – występuje wiele faz, płynnych i/lub stałych (np. reaktory barbotażowe, reaktory kontaktowe)

Ze względu na wypełnienie
- bez wypełnienia
- ze złożem stacjonarnym – wypełnienie w formie złoża nieruchomego, inertnego bądź katalitycznego
- ze złożem ruchomym – elementy wypełnienia są unoszone przez strugę płynu i cyrkulują w objętości aparatu (np. reaktory ze złożem fluidalnym lub ze złożem fontannowym)

Ze względu na typ obliczeń reaktorów ze złożem
- Reaktor różniczkowy – w którym grubość złoża katalizatora ogranicza się do minimalnej warstewki, w obliczeniach zakłada się brak gradientu stężenia, długości oraz temperatury – reaktor głównie do użytku laboratoryjnego.
- Reaktor całkowy – reaktor zbliżony właściwościami do reaktorów przemysłowych, z grubą warstwą złoża – w tym przypadku występuje problem obliczeniowy związany z rozkładem temperatury i stężenia w obrębie złoża.

Ze względu na sposób ich pracy
Najbardziej dogodny dla celów projektowych jest podział ze względu na sposób ich pracy.
- Reaktor okresowy – wymiana produktów i reagentów jest prowadzona cyklicznie.
- Reaktor półprzepływowy – reagenty i produkty wprowadza lub wyprowadza się pojedynczo.
- Reaktor przepływowy – o ciągłym trybie pracy, pracujący w warunkach ustalonych (stężenie w danym miejscu reaktora w czasie nie ulega zmianie) – substraty wprowadzane są do reaktora w sposób ciągły, reakcja przebiega w każdym momencie, a produkty odbierane są w innym miejscu reaktora – wszystkie etapy dzieją się równocześnie.
- Reaktor zamknięty – o okresowym trybie pracy, pracujący w warunkach nieustalonych (stężenie w danym miejscu reaktora zmienia się w czasie), wyróżnia się tu trzy etapy pracy reaktora – załadunek substratów, reakcja, wyładunek produktu, wszystkie występują w różnym czasie.

Ze względu na doprowadzanie ciepła
- Reaktor ogrzewany – reaktor jest ciągle ogrzewany z zewnątrz.
- Reaktor chłodzony – reaktor jest ciągle chłodzony z zewnątrz.
- Reaktor adiabatyczny – reaktor jest odizolowany cieplnie od otoczenia, a zmiany temperatury zależą od efektu energetycznego reakcji.

Ze względu na temperaturę wewnątrz
- Reaktor izotermiczny – panuje stała temperatura wewnątrz reaktora.
- Reaktor nieizotemiczny – temperatura wewnątrz reaktora ciągle się zmienia.

Ze względu na strukturę przepływu
- Reaktor z idealnym wymieszaniem – wartości zmiennych stanu nie zależą od położenia w reaktorze, jest to najczęstsze założenie dla reaktorów zbiornikowych. Takie urządzenia z punktu widzenia modelowania matematycznego są obiektami o zmiennych skupionych.
- Reaktor o przepływie tłokowym – wartości zmiennych stanu zależą od położenia w reaktorze i nie występuje przemieszanie wsteczne (wzdłuż osi aparatu), za to doskonałe jest przemieszanie w przekroju poprzecznym aparatu. Jest to częste założenie dla reaktorów rurowych o dużej burzliwości przepływu. Są to obiekty o zmiennych rozłożonych (jednowymiarowe).
- Reaktor o przepływie dyspersyjnym – wartości zmiennych stanu zależą od położenia w reaktorze i występuje w nich co najmniej jeden z typów dyspersji: dyspersja wzdłużna (zachodzi mieszanie po osi aparatu) lub też dyspersja radialna (występuje rozkład stężeń lub temperatury po współrzędnej przekroju poprzecznego aparatu). Są to obiekty o zmiennych rozłożonych (zazwyczaj jedno- lub dwuwymiarowe). Jest to przypadek pośredni pomiędzy przepływem tłokowym a idealnym wymieszaniem.

## Przykłady reaktorów chemicznych
- reaktor kontaktowy
- mieszalnik
- autoklaw
- reaktor próżniowy
- reaktor rurowy
- reaktor zbiornikowy
- reaktor fluidalny
- aparat kontaktowy